# Familjen Addams (film)
Familjen Addams (engelska: The Addams Family) är en amerikansk film som hade biopremiär i USA den 22 november 1991, regisserad av Barry Sonnenfeld; detta var hans första långfilm.

## Handling
I ett gammalt hus bor den märkliga familjen Addams. Två bedragare tänker lura av dem deras förmögenhet genom att påstå att Gomez Addams bror Fester, försvunnen sedan 25 år, nu har återfunnits. 

## Om filmen
Filmen hade Sverigepremiär den 13 december 1991.

## Rollista i urval
- Anjelica Huston – Morticia
- Raul Julia – Gomez
- Christopher Lloyd – farbror Fester
- Elizabeth Wilson – Abigail Craven
- Christina Ricci – Wednesday
- Carel Struycken – Lurch
- Dan Hedaya – Tully Alford, advokat

## Musik i filmen
Musik från filmen släpptes som soundtrackalbum med följande låtar:
1. "Deck the Halls & Main Titles"
2. "Morning"
3. "Seances & Swordfights"
4. "Playmates"
5. "Family Plotz"
6. "Mooche"
7. "Evening"
8. "Party...For Me?"
9. "Mamushka"
10. "Thing Gets Work"
11. "Fester Exposed"
12. "Rescue"
13. "Finale"

### Fotnoter
1. 1 2  läs online, Internet Movie Database , läst: 14 april 2016.[källa från Wikidata]
2. ↑  läs online, stopklatka.pl , läst: 14 april 2016.[källa från Wikidata]
3. ↑  läs online, www.beyazperde.com , läst: 14 april 2016.[källa från Wikidata]
4. ↑  läs online, www.boxofficemojo.com .[källa från Wikidata]
5. ↑  läs online, www.sfi.se .[källa från Wikidata]
6. ↑  Internet Movie Database, läs online, läst: 14 april 2017.[källa från Wikidata]
7. 1 2 3  Box Office Mojo, läs online, läst: 25 juli 2022.[källa från Wikidata]
8. ↑  ”The Addams Family” (på enelska). Box Office Mojo. 22 november 1991. http://www.boxofficemojo.com/movies/?id=addamsfamily.htm. Läst 3 november 2016.
9. ↑  ”The Addams Family”. Svensk filmdatabas. 13 december 1991. http://www.sfi.se/sv/svensk-filmdatabas/Item/?itemid=16788&type=MOVIE&iv=Basic. Läst 3 november 2016.